# Rio Torres
O rio Torres é um afluente do rio Guadalquivir. Nasce na face norte do monte Almadén, dentro do Parque Natural de Serra Mágina, Jaén, e desemboca no Guadalquivir à altura de Ponte do Bispo, entre esta localidade e a Fazenda A Laguna. Tem um comprimento de 25 km e drena uma superfície de 101,6 km2. Move um volume cúbico anual médio de 4 hm3.

## Afluentes
São numerosos os arroios que vão vertendo as suas águas no rio Torres, bem dentro da Serra Mágina ou bem uma vez deixada esta e entrarmos na campina. Alguns dos afluentes que vertem as suas águas ao rio Torres são os seguintes: Arroio Salado, Arroio Peñasprietas, Arroio de las Pietras, Arroio de Pulpite, Arroios do Barranco do Pinar, do Barranco do Coscojar, do Barranco do Zamarrón e do Barranco do Arroyuelo, Arroio das Fresnedas, Arroio dos Prados, Arroio de Águas Brancas, e por último, o Arroio da Víbora e o Arroio do Cañaón, cuja união determina o nascimento do rio Torres.
Outros consideram que não esta união, senão a que se produz um pouco mais águas abaixo, a do Arroio de Águas Brancas com o da Víbora, a que determina a formação do rio.

## Qualidade das águas
O água do rio Torres é utilizável para abastecimento e para o banho, bem como para a vida piscícola.
Não possui nenhum elemento ou infra-estrutura para regulação de volume ao longo do seu traçado.

## Energia hídrica
Ao longo do rio Torres e seus afluentes têm-se inventariado duas centrais minihídricas (em desuso, de potência 56 kVA): La Ponte e a Fuenmayor, duas instalações hidráulicas com alguns dados dados desconhecidos: Sto. Domingo-P. Molinos (77 kVA) e a Fábrica de los Cobos, e os molinos de: Molino de D. Marcos, Molino Baixo, Molino de En médio e Molino de Acima.

## Toponimia
O topónimo Torres é de origem preárabe. Formar-se-ia a partir da raiz latina da série *tur/turr mais a vogal -i- própria de muitos hidrónimos, em latim *turris ou *turras. Posteriormente, a evolução fonética moçárabe bem como a confusão por homonimia com o plural da palavra torre produziriam a transformação de Turras a Torres. Desta maneira, converteu-se num hidrónimo que deu nome à povoamento Torres, junto ao que discorre. Trata-se de um rio de grande importância para o município desde séculos atrás pela possibilidade que oferece para o estabelecimento de hortas nas suas férteis margens e como fornecimento de água potável, visível nas até nove fontes de água às que alimenta.